# Sphaerographium tenuirostrum
Sphaerographium tenuirostrum är en svampart som beskrevs av Verkley 2001. Sphaerographium tenuirostrum ingår i släktet Sphaerographium, ordningen disksvampar, klassen Leotiomycetes, divisionen sporsäcksvampar och riket svampar.   Inga underarter finns listade i Catalogue of Life.